# Natalia de Molina
Natalia de Molina (Linares, 19 december 1989) is een Spaans actrice.

## Filmografie

### Film
Uitgezonderd korte films en televisiefilms.
| Filmografie als actrice |                                      |
| Jaar                    | Titel                                |
| 2013                    | Vivir es fácil con los ojos cerrados |
| 2013                    | Temporal                             |
| 2015                    | Cómo sobrevivir a una despedida      |
| 2015                    | Techo y comida                       |
| 2015                    | Sólo química                         |
| 2015                    | Pozoamargo                           |
| 2016                    | Kiki, el amor se hace                |
| 2016                    | Rendezvous                           |
| 2016                    | En tu cabeza                         |
| 2016                    | Los del túnel                        |
| 2018                    | No dormirás                          |
| 2018                    | Quién te cantará                     |
| 2018                    | Animales sin collar                  |
| 2019                    | Elisa y Marcela                      |
| 2019                    | 522. Un gato, un chino y mi padre    |
| 2019                    | Adiós                                |
| 2020                    | Las niñas                            |
| 2021                    | Operación Camarón                    |

- Biblioteca Nacional de España: XX5411519
- Catàleg d'autoritats de noms i títols de Catalunya: 981058524929106706
- Gemeinsame Normdatei: 1072017539
- International Standard Name Identifier: 0000 0004 3664 6081
- Library of Congress Control Number: no2015070575
- Système universitaire de documentation: 195088697
- Virtual International Authority File: 310538510
- WorldCat: E39PBJwmTj3T78t3YfGVTF7GpP